# Tapinocyba
Tapinocyba este un gen de păianjeni din familia Linyphiidae.

## Specii[1]
- Tapinocyba abetoneensis
- Tapinocyba affinis
- Tapinocyba anceps
- Tapinocyba barsica
- Tapinocyba bicarinata
- Tapinocyba bilacunata
- Tapinocyba biscissa
- Tapinocyba cameroni
- Tapinocyba corsica
- Tapinocyba dietrichi
- Tapinocyba discedens
- Tapinocyba distincta
- Tapinocyba emertoni
- Tapinocyba gamma
- Tapinocyba hortensis
- Tapinocyba insecta
- Tapinocyba kolymensis
- Tapinocyba korgei
- Tapinocyba latia
- Tapinocyba ligurica
- Tapinocyba lindrothi
- Tapinocyba lucana
- Tapinocyba maureri
- Tapinocyba minuta
- Tapinocyba mitis
- Tapinocyba oiwa
- Tapinocyba pallens
- Tapinocyba pontis
- Tapinocyba praecox
- Tapinocyba prima
- Tapinocyba silvestris
- Tapinocyba silvicultrix
- Tapinocyba simplex
- Tapinocyba spoliatrix
- Tapinocyba sucra
- Tapinocyba suganamii
- Tapinocyba transsylvanica
- Tapinocyba ventosa
- Tapinocyba vermontis